# Johnny Ace
Johnny Ace, pseudonimo di John Marshall Alexander Jr. (Memphis, 9 giugno 1929 – Houston, 25 dicembre 1954), è stato un cantante e musicista statunitense.
Ebbe una serie di singoli di successo negli anni cinquanta.

## Carriera
Diede il proprio nome alla ex-band di B.B. King, dopo che quest'ultimo fu ingaggiato dalla Universal Attractions. Secondo la testimonianza riportata nell'autobiografia di B.B. King, Johnny aveva bella presenza, era coraggioso, determinato e ricco di talento, ma era anche incline ad accettare sfide molto pericolose.

## Morte
Dopo essere stato in tour per un anno, il giorno di Natale del 1954 Ace si esibì presso il City Auditorium di Houston, Texas. Durante una pausa in camerino, si mise a giocare con una pistola calibro .32. I membri della sua band dissero che questa era una pratica abituale per Ace, che spesso si metteva a sparare ai cartelli stradali mentre erano in viaggio per concerti.
Fu ampiamente riportata la notizia che Ace si suicidò giocando alla roulette russa. Tuttavia, il bassista di Big Mama Thornton, Curtis Tillman, che era presente al fatto, raccontò: «Ti dirò esattamente cosa è successo! Johnny Ace aveva bevuto e aveva questa piccola pistola che sventolava intorno al tavolo e qualcuno ha detto: "Stai attento con quella cosa... " e lui disse: "Va tutto bene! La pistola non è carica... capisci?" e la puntò contro se stesso con un sorriso stampato in faccia e Bang! - una cosa triste, molto triste. Big Mama corse fuori dal camerino urlando "Johnny Ace si è ammazzato!"». Ace aveva 25 anni.
Big Mama Thornton affermò in una dichiarazione scritta (inclusa nel libro The Late Great Johnny Ace) che Ace stava giocando con la pistola ma non stava facendo la roulette russa. Secondo Thornton, Ace puntò la pistola contro la sua ragazza e un'altra donna che erano sedute nelle vicinanze ma non sparò. Poi puntò la pistola verso di sé, vantandosi di sapere quale camera del tamburo fosse carica. Secondo il suo biografo Nick Tosches, Ace si sparò con un revolver calibro .32, non calibro .22, e il tutto successe poco più di un'ora dopo che egli si era comprato una nuova Oldsmobile.
Il funerale di Ace si tenne il 2 gennaio 1955 a Memphis. Vi presero parte circa 5.000 persone. Le sue spoglie furono sepolte presso il New Park Cemetery di Memphis.
Pledging My Love divenne un successo postumo da primo posto nella classifica R&B negli Stati Uniti.

## Discografia
Singoli
- My Song / Follow the Rule, Duke Records (1952)
- Cross My Heart / Angel, Duke Records (1953)
- The Clock / Aces Wild, Duke Records (1953)
- Saving My Love for You / Yes, Baby, Duke Records (la B-side è un duetto con Willie Mae "Big Mama" Thornton) (1954)
- Please Forgive Me / You've Been Gone So Long, Duke Records (1954)
- Never Let Me Go / Burley Cutie (strumentale), Duke Records (1954)
- Pledging My Love / Anymore / No Money, Duke Records (1955)
- Anymore/ How Can You Be So Mean, Duke Records (1955)
- So Lonely / I'm So Crazy, Baby, Duke Records (1956)
- Don't You Know / I Still Love You So, Duke Records (1956)
- Mid Night Hours Journey (Johnny Ace) / Trouble and Me (Earl Forest), Flair Records (1953)

Album
- Johnny Ace Memorial Album, Duke (1955)
- Johnny Ace: Pledging My Love, Universal Special Products (1986)
- Johnny Ace: The Complete Duke Recordings, Geffen (2004)
- The Chronological Johnny Ace: 1951–1954, Classics (2005)
- Johnny Ace: Essential Masters, Burning Fire, digital download (2008)
- Johnny Ace: Aces Wild! The complete solo sides and sessions, Fantastic Voyage (2012)